# Menella Bute Smedley
Menella Bute Smedley (ur. 1820, zm. 1877) – angielska pisarka i poetka epoki wiktoriańskiej. Córka wielebnego Edwarda Smedleya i Mary Hume Smedley, kuzynka pisarza Francisa Edwarda Smedleya, któremu przez wiele lat prowadziła dom i kancelarię, i krewna Lewisa Carrolla. Nie wyszła za mąż i nie miała dzieci. W 1863 roku wydała tomik The Story of Queen Isabel, and Other Verses podpisany kryptonimem (inicjałami) M.S. Zawierał on między innymi tytułowy poemat wierszem białym The Story of Queen Isabel. Znalazły się w nim też wiersze poświęcone Camillowi Cavourowi i Giuseppe Garibaldiemu. Przetłumaczyła z niemieckiego (białym wierszem) balladę Friedricha de la Motte Fouqué Der Hirt des Riesengebürgs (jako The Shepherd of the Giant Mountains).